# 에런 히멜스타인
에런 히멀스타인(영어: Aaron Himelstein, 1985년 10월 10일 ~ )은 미국의 배우이다.

## 출연 작품

### 영화
- 사랑도 리콜이 되나요 (2000)
- 오스틴 파워: 골드멤버 (2002)
- 모든 소년들은 맨디 레인을 사랑해 (2006)
- 패스트푸드 네이션 (2006)
- 인포머스 (2008)
- 캡틴 아메리카: 윈터 솔져 (2014)
- 어벤져스: 에이지 오브 울트론 (2015)
- 블링크 트와이스 (2024)

### 텔레비전
- 조안 오브 아카디아 (2003-05)
- 코라의 전설 (2013-14)